# Zbigniew Seifert
Zbigniew Seifert (Cracovia, 7 giugno 1946 – 15 febbraio 1979) è stato un musicista polacco, uno dei più eminenti jazzisti del suo paese.
È stato un sassofonista e violinista, compositore e arrangiatore, ed è stato a capo di gruppi jazz; la prematura morte ha interrotto una carriera ben avviata.

## Biografia
Zbigniew cominciò a studiare il violino all'età di 6 anni e poi, da adolescente, il sassofono alto. Frequentò la Scuola Secondaria Musicale Fryderyk Chopin a Cracovia e nel 1970 seguì il corso di violino alla Scuola Nazionale Superiore di Musica a Cracovia.
Nel 1965 fondò un proprio quartetto, prendendo come modello quello di John Coltrane. Due anni dopo debuttò, come sassofonista contralto, nel gruppo di Tomasz Stańko. Dal 1969 al 1973  fu membro stabile del quintetto di Stańko, dove suonava seguendo i dettami del free jazz. In questo periodo cominciò ad allontanarsi dal sassofono, che abbandonò definitivamente nel 1971 in favore del violino.
Oltre a collaborare con Stánko, suonò con grande successo a Wrocław, al festival "Jazz nad Odrą", con il quartetto formato da Jan Gonciarczyk (contrabbasso), Jan Jarczyk (pianoforte) e Janusz Stefański (batteria). Un anno dopo vinsero il primo premio nella categoria dei gruppi, e Seifert vinse il secondo premio come solista. Nel 1969 prese parte all'Ungarico Jazz Festival a Nagykörös e venne premiato come migliore strumentista.
Riuscì a realizzare le sue nuove concezioni musicali nel quintetto di Tomasz Stańko, dal 1973. Malgrado la grande quantità di lavoro svolta con questa formazione, trovò il tempo di guidare un suo quartetto, col quale partecipò ai più importanti festival jazz in Europa. Fu molto popolare in Germania ovest, dove collaborò spesso con i gruppi locali, fra cui quelli di Albert Mangelsdorff, Joachim Kühn, Chris Hinze, Charlie Mariano, e con una formazione di Free Sound, eseguendo anche brani da lui composti. In questo periodo, accanto a diversi temi jazz, compose il Concerto per violino improvvisatore, gruppo jazz e orchestra sinfonica, che incise per la stazione radio NDR (Nord Deutscher Rundfunk) ad Hannover.
Malgrado i successi significativi e una buona posizione sul mercato del jazz europeo, solamente nel 1976 registrò il primo disco a proprio nome, Man of the Light, progetto accurato e innovativo, accolto positivamente dalla critica, che gli procurò notorietà in tutto il mondo, nonché inviti per concerti e registrazioni negli Stati Uniti.
Importanti jazzisti cominciarono a mostrare interesse per la musica di Seifert: nel 1976 partecipò al Monterey Jazz Festival in California, con musicisti quali John Lewis, pianista del Modern Jazz Quartet; a New York avviò una collaborazione con il gruppo Oregon.
Seifert cercò sempre di coinvolgere nei suoi progetti i migliori jazzisti. Nel 1978 invitò alcuni tra i principali musicisti americani, fra cui John Scofield, Eddie Gomez, Richie Beirach  e Jack De Johnette alla realizzazione dell'album Passion, uno dei migliori dischi mai realizzati da un jazzman polacco.
È stato uno dei pochi musicisti a operare un'interazione convincente fra la musica classica e la libertà improvvisativa del jazz.
Molto espressivo e intenso, tecnicamente impeccabile, ha saputo adattare benissimo il suono del suo strumento allo stile jazzistico prescelto, realizzando il suo desiderio di "suonare il violino come l'avrebbe suonato Coltrane".

## Discografia
- 1969 - New Faces In Polish Jazz
- 1970 - Tomasz Stańko Quintet: Music For K
- 1972 - Laboratorium i Zbigniew Seifert
- 1972 - Koncert podwójny na 5 solistów i orkiestrę (con Jan Ptaszyn Wróblewski)
- 1972 - Tomasz Stańko w Pałacu Prymasowskim (con T.Stańko)
- 1973 - We'll Remember Komeda
- 1973 - Lift (con Volker Krieger)
- 1973 - Purple Sun (con T.Stańko)
- 1973 - Zoom (con Volker Krieger)
- 1974 - Eye Ball (con Jasper van't Hof)
- 1976 - Man Of The Light
- 1976 - Helen 12 Trees (con Charlie Mariano)
- 1976 - Springfever (con Joachim Kuhn)
- 1978 - Solo Violin
- 1978 - Violin (con Oregon)
- 1977 - Zbigniew Seifert (con Philip Catherine)
- 1978 - Kilimanjaro 1-2
- 1979 - Passion
- 1979 - We'll Remember Zbiggy
- 1998 - Zbigniew Seifert-Antologia (1998)